# Platytomus hawaiiensis
Platytomus hawaiiensis är en skalbaggsart som beskrevs av Rakovic 1981. Platytomus hawaiiensis ingår i släktet Platytomus och familjen Aphodiidae. Inga underarter finns listade i Catalogue of Life.